# Ботанічне товариство Торрея
Ботані́чне товари́ство То́ррея (раніше Ботанічний клуб Торрея) було засноване в 1860-х роках колегами Джона Торрея. Це найстаріше ботанічне товариство в Америці. Товариство сприяє дослідженню та вивченню рослинного світу, приділяючи особливу увагу флорі регіонів, що оточують Нью-Йорк. Члени групи, серед яких Натаніель Лорд Бріттон та його дружина Елізабет Гертруда Бріттон, заснували Нью-Йоркський ботанічний сад.

## Історія
Ботанічне товариство Торрея - це організація для людей, які цікавляться життям рослин, включаючи професійних ботаніків та аматорів, студентів та інших людей, які просто люблять природу. Товариство, яке неформально виникло в 1860-х роках під егідою та натхненням професора Колумбійського коледжу Джона Торрея, вважається найстарішим ботанічним товариством в Америці. Першими членами були ботаніки-аматори, студенти та колеги доктора Торрея, які були зацікавлені в колекціонуванні та ідентифікації рослин і час від часу зустрічалися вечорами, щоб обговорити свої знахідки. Свою назву організація отримала з появою першої публікації "Вісника ботанічного клубу Торрея" (англ. Bulletin of the Torrey Botanical Club) у 1870 році, а в 1871 році була зареєстрована. З того часу Товариство видає науковий журнал, і в даний час щоквартально публікує "Журнал ботанічного товариства Торрея" (англ. Journal of the Torrey Botanical Society).
Сьогодні цілями Товариства є "сприяння інтересу до ботаніки, а також збір і поширення інформації про всі етапи розвитку науки про рослини". Ці цілі досягаються за допомогою публічних лекцій, екскурсій, стипендій та нагород, які підтримують наукові дослідження, а також публікацій. Завдяки просвітницькій діяльності та публікаціям товариство стало міжнародною організацією і є афілійованим членом Американського інституту біологічних наук.
Архів Товариства зберігається в бібліотеці ЛуЕстер Т. Мерц в Ботанічному саду Нью-Йорка.

### Президенти Ботанічного клубу/товариства Торрея
Президенти Ботанічного клубу/товариства Торрея з 1867 дотепер (станом на 01.01.2024).
| Роки             | Ім'я президента             |
| ---------------- | --------------------------- |
| 1867–1873        | Джон Торрей                 |
| 1873–1879        | George Thurber              |
| 1880–1889        | John Strong Newberry        |
| 1890–1904        | Judge Addison Brown         |
| 1905–1911        | Henry Hurd Rusby            |
| 1912–1913        | Edward Sanford Burgess      |
| 1914–1916        | Robert Almer Harper         |
| 1917–1928        | Herbert Maule Richards      |
| 1928–1929        | Herbert McKenzie Denslow    |
| 1930–1932        | Edmund Ware Sinnott         |
| 1933             | Albert Francis Blakeslee    |
| 1934–1935        | Tracey Elliott Hazen        |
| 1936             | Маршалл Ейвері Гоу          |
| 1937             | Джон Гендлі Барнгарт        |
| 1938             | Raymond H. Torrey           |
| 1938–1939        | Alfred Gundersen            |
| 1940             | Bernard Ogilvie Dodge       |
| 1941             | John Sidney Karling         |
| 1942             | Charles Stuart Gager        |
| 1943             | William J. Robbins          |
| 1944             | Michael Levine              |
| 1945             | Fred Jay Seaver             |
| 1946             | Percy W. Zimmerman          |
| 1947             | George Harrison Shull       |
| 1948             | John Alvin Small            |
| 1949             | Edwin Bernard Matzke        |
| 1950             | Harold Haydn Clum           |
| 1951             | Albert Edwin Hitchcock      |
| 1952             | Marion Alvin Johnson        |
| 1953             | Jennie Laura Symons Simpson |
| 1954             | Murray Fife Buell           |
| 1955             | Elva Lawton                 |
| 1956             | Lela V. Barton              |
| 1957             | Harold W. Rickett           |
| 1958             | Edwin Theodore Moul         |
| 1959             | George L. McNew             |
| 1960             | Charles A. Berger, S. J.    |
| 1961             | William Campbell Steere     |
| 1962             | Lindsay Shepherd Olive      |
| 1963             | Bassett Maguire             |
| 1964             | Frank G. Lier               |
| 1965             | James E. Gunckel            |
| 1966             | William J. Crotty           |
| 1967             | Ralph H. Cheney             |
| 1968             | Barbara F. Palser           |
| 1969             | Lawrence Peter Miller       |
| 1970             | Lawrence Joseph Crockett    |
| 1971             | Herman F. Becker            |
| 1972             | David E. Fairbrothers       |
| 1973             | Richard C. Staples          |
| 1974             | Peter K. Nelson             |
| 1975             | Calvin J. Heusser           |
| 1976             | Arthur Cronquist            |
| 1977             | Joseph J. Copeland          |
| 1978             | Gilly Bard                  |
| 1979             | Annette Hochberg Hervey     |
| 1980             | Richard T. T. Forman        |
| 1981             | Noel H. Holmgren            |
| 1982             | James A. Quinn              |
| 1983             | Philip V. Ammirato          |
| 1984             | Myron Ledbetter             |
| 1985             | Lawrence Joseph Crockett    |
| 1986             | Donald Ritchie              |
| 1987             | Dominick V. Basile          |
| 1988             | Andrew M. Greller           |
| 1989             | Alice J. Belling            |
| 1990             | Paul S. Mankiewicz          |
| 1991             | Dennis Wm. Stevenson        |
| 1992             | Howard David Hammond        |
| 1993             | Thomas E. Jensen            |
| 1994             | Margaret R. Basile          |
| 1995–1996        | Steven N. Handel            |
| 1996–1997        | Dominick V. Basile          |
| 1997–1998        | Mary Allessio Leck          |
| 1998–1999        | Стівен Ерл Клеманц          |
| 1999–2001        | Scott A. Mori               |
| 2001–2003        | Eric Eugene Lamont          |
| 2003–2005        | Andrew M. Greller           |
| 2005–2007        | John Joseph Gillen          |
| 2007–2011        | Brian Morey Boom            |
| 2011–2015        | Susan K. Pell               |
| 2015–2017        | Eric C. Morgan              |
| 2017–невідомо    | Dennis Wm. Stevenson        |
| невідомо-дотепер | Lydia Paradiso              |

## Публікації

### Журнал ботанічного товариства Торрея
Журнал ботанічного товариства Торрея (до 1997 року - Вісник ботанічного клубу Торрея), найстаріший ботанічний журнал в Америці, має своєю основною метою поширення наукових знань про рослини (в широкому сенсі як про рослини, так і про гриби). Журнал публікує фундаментальні дослідження в усіх галузях біології рослин, окрім садівництва, з акцентом на дослідженнях, проведених у Західній півкулі та про рослини цієї півкулі. Журнал ботанічного товариства Торрея публікується у двох частинах. Перша частина зазвичай складається з оригінальних наукових статей обсягом від п'яти друкованих сторінок (2,5 друкованих сторінки з подвійним інтервалом дорівнює приблизно одній друкованій сторінці). Друга частина, TORREYA (колись окремий журнал), зазвичай складається із загальних, запрошених та оглядових статей, оригінальних наукових статей обсягом менше п'яти друкованих сторінок, а також статей про поширення, флористику, охорону та екологічні проблеми, звітів про польові дослідження, некрологів, рецензій на книги та інших видів статей, коли наявність місця в цьому розділі дозволяє опублікувати їх швидше, ніж це було б в іншому випадку.

### Мемуари Ботанічного товариства Торрея
Товариство також публікує серію мемуарів. Мемуари Ботанічного товариства Торрея (до 2005 року - Мемуари Ботанічного клубу Торрея) публікуються через нерегулярні проміжки часу в томах різного обсягу, коли з'являється якась тема або спеціальна збірка тем. Рецензовані "Мемуари" складаються з серії довших ботанічних статей (понад 50 друкованих сторінок) і монографій, що почалися в 1889 році. Станом на грудень 2023 року було опубліковано 70 випусків у 29 томах. Ранні випуски "Мемуарів" часто були присвячені таксономічним монографіям і ревізіям одного автора, але останні випуски, як правило, представляють обговорення тем колективом авторів. Том 26 був першим, опублікованим спільно з іншим ботанічним товариством, Ботанічним товариством Лонг-Айленду. Він має назву "Приливні болота Лонг-Айленду, Нью-Йорк" і містить огляд поточного стану цих боліт та методів управління ними.

### Головні редактори
Нижче наведено список усіх осіб, які обіймали посади редактора, головного редактора або редакційного голови протягом видавничої історії Ботанічного товариства Торрея з 1870 року дотепер.
| Роки         | Ім'я редактора            |
| ------------ | ------------------------- |
| 1870–1882    | William Henry Leggett     |
| 1884–1885    | William Ruggles Gerard    |
| 1886–1888    | Елізабет Гертруда Бріттон |
| 1889–1897    | Натаніель Лорд Бріттон    |
| 1897–1903    | Lucien Marcus Underwood   |
| 1904–1907    | Джон Гендлі Барнгарт      |
| 1908–1910    | Маршалл Ейвері Гоу        |
| 1911–1912    | Philip Dowell             |
| 1913–1913    | Edward Lyman Morris       |
| 1914–1923    | Александр Вільям Еванс    |
| 1924–1924    | Herbert McKenzie Denslow  |
| 1925–1931    | Tracy Elliot Hazen        |
| 1932–1934    | Bernard Ogilvie Dodge     |
| 1935–1938    | Mintin Asbury Chrysler    |
| 1939–1940    | Roger Philip Wodehouse    |
| 1941–1949    | Harold W. Rickett         |
| 1950–1959    | Charles A. Berger         |
| 1960–1962    | James E. Gunckel          |
| 1963–1969    | Murray Fife Buell         |
| 1970–1975    | Gily E. Bard              |
| 1976–1981    | H. David Hammond          |
| 1983–1987    | James E. Gunckel          |
| 1988–1992    | H. David Hammond          |
| 1993–1997    | Stewart Ware              |
| 1998–2002    | Beverly Collins           |
| 2002–2013    | Brian C. MacCarthy        |
| 2014–2021    | Ryan W. McEwan            |
| 2021-дотепер | Carolyn Copenheaver       |

## Діяльність
Лекції Ботанічного товариства Торрея проходять з жовтня по травень у Нью-Йоркському ботанічному саду та Бруклінському ботанічному саду і є безкоштовними та відкритими для громадськості.
Також Ботанічне товариство Торрея проводить безкоштовні та відкриті для всіх охочих екскурсії з квітня по жовтень у Нью-Йорку та його околицях.

## Стипендії та нагороди
Ботанічне товариство Торрея щороку присуджує кілька нагород для підтримки ботанічних досліджень аспірантів, навчання студентів і аспірантів ботаніці та поширення знань за допомогою симпозіумів. Ці нагороди є конкурсними, і для того, щоб подати заявку на них, необхідно бути членом Товариства. Заявки оцінюються комітетом Ради Товариства, а лауреати оголошуються до 1 квітня кожного року. Ботанічне товариство Торрея має чотири категорії нагород: Стипендія для наукових досліджень аспірантів (три нагороди: $2,500, $1,500 і $1,000), Премія імені Ендрю М. Греллера для наукових досліджень аспірантів за збереження місцевої флори та екосистем ($1,000), Стипендія для навчання студентів і аспірантів ($1,000) і Премія за проведення симпозіуму ($1,000).